# Résolution 1034 du Conseil de sécurité des Nations unies
Membres permanents
- Chine
- États-Unis
- France
- Royaume-Uni
- Russie

Membres non permanents
- Allemagne
- Argentine
- Botswana
- Honduras
- Indonésie
- Italie
- Nigéria
- Oman
- République tchèque
- Rwanda

Résolution no 1033 Résolution no 1035
La résolution 1034 du Conseil de sécurité des Nations unies, adoptée à l'unanimité le 21 décembre 1995, après avoir rappelé les résolutions précédentes, dont la résolution 1019 (1995), a condamné des violations du droit international humanitaire dans l'ex-Yougoslavie, en particulier en Bosnie-Herzégovine. 
Le Conseil de sécurité a condamné le non-respect par les forces serbes de Bosnie des dispositions de la résolution 1019. Le secrétaire général a fait état de violations des droits de l'homme à Srebrenica, Žepa, Banja Luka et Sanski Most et a trouvé des preuves d'exécutions, de viols, d'expulsions massives, de détentions arbitraires, de travail forcé et de disparitions. Le Conseil a souligné que les personnes inculpées par le Tribunal pénal international pour l'ex-Yougoslavie (TPIY) créé par la résolution 827 (1993) ne pourraient pas participer aux élections en Bosnie-Herzégovine.
Toutes les violations du droit international humanitaire ont été fermement condamnées, en particulier celles commises par les Serbes de Bosnie, car il existait des preuves selon lesquelles un grand nombre d'hommes de Srebrenica avaient été exécutés par eux. Le Conseil a exigé que les organisations internationales telles que le Comité international de la Croix-Rouge aient accès aux prisonniers, aux réfugiés et aux personnes déplacées. Les violations du droit humanitaire et des droits de l'homme à Srebrenica, Žepa, Banja Luka et Sanski Most de juillet à octobre 1995 feront l'objet d'une enquête approfondie de la part des agences compétentes des Nations unies et d'autres organisations.
Il a été noté que le TPIY avait inculpé les dirigeants serbes de Bosnie Radovan Karadžić et Ratko Mladić pour les crimes commis contre les musulmans de Bosnie. Il a été demandé à la partie serbe de Bosnie de donner un accès immédiat et sans restriction à la région à des fins d'enquête. Toutes les parties, en particulier les Serbes de Bosnie, devaient préserver les preuves sans les détruire ni les cacher, et il a été exigé que tous les centres de détention soient fermés.
Le Conseil de sécurité a également condamné le pillage et la destruction généralisés de biens par les forces croates autour de Mrkonjić Grad et de Šipovo, exigeant qu'ils cessent et que ceux qui ont commis ces violations soient tenus pour responsables. Il a également été exigé que toutes les parties s'abstiennent d'installer des mines terrestres, particulièrement dans les zones sous leur contrôle effectif, et de créé les conditions pour le rapatriement des réfugiés.

## Voir également
- Armée de la république serbe de Bosnie
- Génocide bosniaque
- Guerre de Bosnie-Herzégovine
- Dislocation de la Yougoslavie
- Guerre de Croatie
- Massacre de Srebrenica
- Guerres de Yougoslavie